# Satsivi
Satsivi (Georgisch: საცივი, vertaald als koud of koud gerecht) is een traditionele dikke saus uit Georgië op basis van walnoten. De saus wordt gegeten met kip of kalkoen. Deze combinatie is een van de populairste Georgische gerechten.

## Achtergrond
Satsivi is een dikke saus op basis van walnoten die koud of op kamertemperatuur met kalkoen of kip wordt geserveerd. Tsivi is het Georgische woord voor "koud". Over de ontstaansgeschiedenis is weinig bekend, maar het heeft Perzische invloeden en is gekruid met smaken uit India. De satsivi wordt traditioneel gegeten met kalkoen, een vogel die pas rond de 18e eeuw in Georgië verscheen, als een dikke soep waarin het vlees ondergedompeld is. Veel Georgiërs kiezen ervoor om het gerecht met kip in plaats van kalkoen te bereiden.
De satsivi is na de chatsjapoeri en chinkali een van de populairste Georgische gerechten en wordt in Georgië ook vaak geserveerd op oudejaarsavond en kerst-soepra's. De traditie is om de satsivi op 30 of 31 december te koken voor het nieuwjaarsfeest en het dan twee weken te bewaren voor het "oude nieuwe jaar" op 14 januari (volgens de Gregoriaanse kalender). De satsivi was een van de hoogtepunten op het menu van het meest gerenommeerde Georgische restaurant in Sovjet-Moskou, Aragvi.

## Ingrediënten

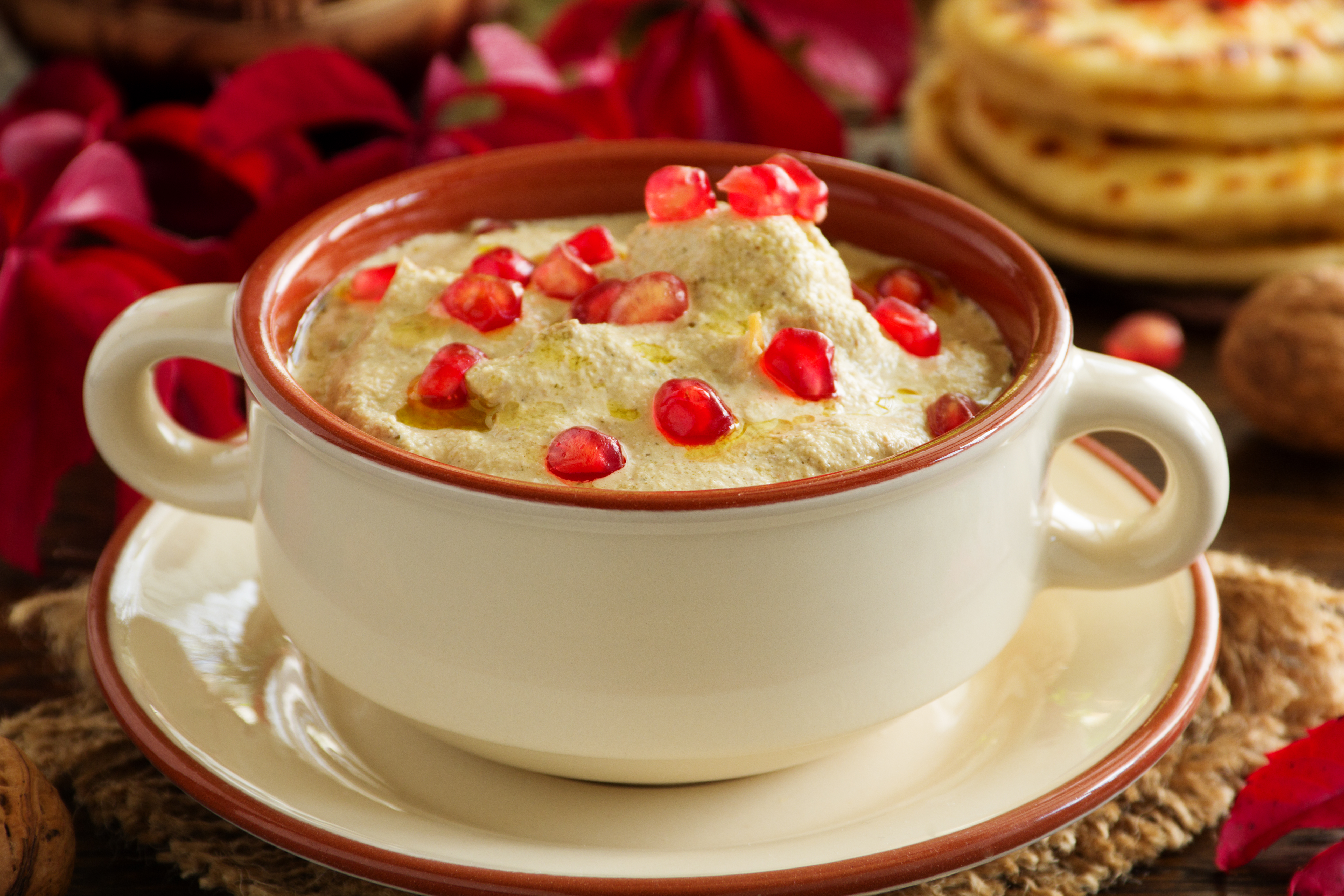
Satsivi met granaatappel

Satsivi wordt gemaakt van walnoten, knoflook, ui, koriander, rode peper, blauwe fenegriek en afrikaantjes (Imeretisch saffraan). Andere kruiden die toegevoegd kunnen worden zijn kruidnagel en kaneel. De walnoten worden in een vijzel helemaal fijn gemalen.

### Bazje
De bazje saus (ბაჟე) is een afgeleide van de satsivi. Deze saus is dunner en heeft azijn of granaatappelsap voor een zuurdere en scherpere smaak. In tegenstelling tot satsivi waar het vlees in ondergedompeld wordt, is de bazje een condiment die over het vlees, de vis of gomi wordt gedaan.